# Wedringer Straße 14

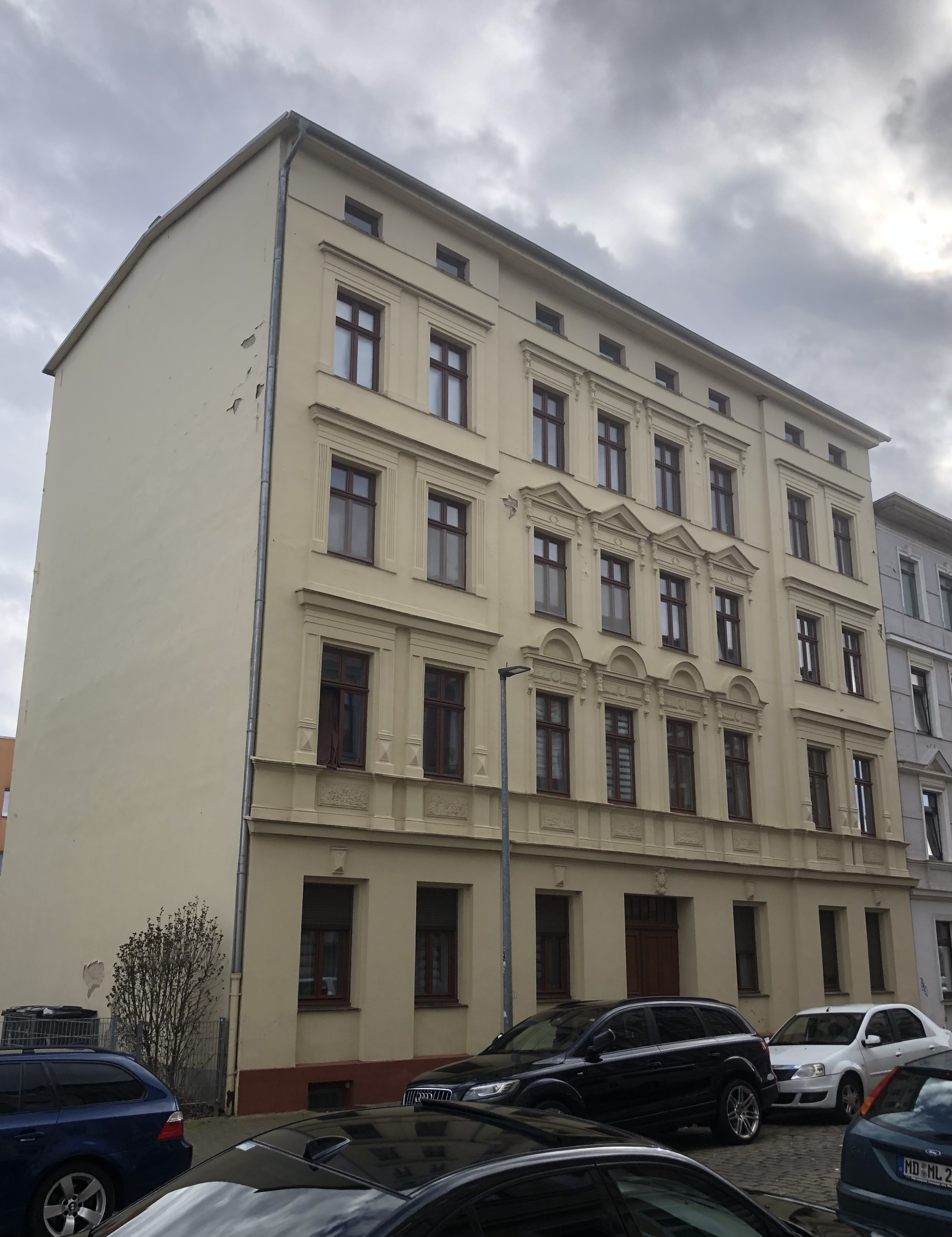
Wedringer Straße 14 im Jahr 2023

Die Wedringer Straße 14 ist ein denkmalgeschütztes Wohnhaus in Magdeburg in Sachsen-Anhalt.

## Lage
Das Gebäude befindet sich im Magdeburger Stadtteil Neue Neustadt, auf der Südseite der Wedringer Straße. Unmittelbar östlich grenzt das gleichfalls denkmalgeschützte Haus Wedringer Straße 13 an.

## Architektur und Geschichte
Der viereinhalbgeschossige verputzte Bau entstand im Jahr 1886 im Stil der Neorenaissance. Entworfen wurde das repräsentative Gebäude von M. Worm, der zugleich auch Bauherr war. Die achtachsige Fassade verfügt über zwei jeweils zweiachsige flache Seitenrisalite. Sie sind mit Pilastern versehen, die mit einer Diamantierung verziert sind. Die Fensteröffnungen des vierachsigen Mittelteils sind im ersten Obergeschoss von Segmentbögen, im zweiten Obergeschoss von Dreiecksgiebeln überspannt. Eine in der Vergangenheit am Erdgeschoss bestehende Rustizierung ist nicht erhalten.
Im Denkmalverzeichnis des Landes Sachsen-Anhalt ist das Wohnhaus unter der Erfassungsnummer 094 17991 als Baudenkmal verzeichnet.
Der Bau gilt im Zusammenhang mit der umgebenden gründerzeitlichen Bebauung als städtebaulich bedeutend.